# Carpilius corallinus
Carpilius corallinus is een krabbensoort uit de familie van de Carpiliidae. De wetenschappelijke naam van de soort is voor het eerst geldig gepubliceerd in 1783 door Herbst.